# Pipintacs
Los Pipintacs fueron un grupo amerindio del sur de Antioquia y un poco al norte de Caldas (en los actuales municipios de Sonsón, Arma (Caldas), La Pintada (Antioquia), Santa Bárbara (Antioquia), Rionegro (Antioquia), Sabaneta (Colombia), Abejorral).

## Caciques
La organización de los Pipintacs se basaba en un sistema quasi-feudal de distintos caciques los cuales pagan tributo y eran gobernados por cacique supremo Maitamac (también conocido como Maytama o Maitamá) pero cada uno tenía sus tierras propias.
- Maitamac
  - Maytan (hijo)
  - Tanipe (hermano)
- Sahera
  - Magora (hijo)
- Maytán
- Abira
- Aguín
- Pipintac
- Sotayac
- Chagualac
- Quiramac
- Purimac
- Sirigua

## Territorios
| Cacique                  | Municipios(s)                        |
| ------------------------ | ------------------------------------ |
| Maitamac/Maytama/Maitamá | Sonsón, Arma (Caldas)                |
| Pipintac                 | La Pintada (Antioquia), Río Poblanco |
| Sotayac                  | Santa Bárbara (Antioquia)            |
| Chagualac                | Abejorral                            |
| Quiramac                 | Rionegro (Santander)                 |
| Purimac                  | Sabaneta (Colombia)                  |

## Historia

### Periodo precolombino
Los Pipintacs fueron un grupo posiblemente relacionado con los Quimbayas los cuales se asentaron al sur de Antioquia, tenían una rivalidad territorial con los Chami y los Catios en Fredonia, también se sabe que al igual que los Quimbayas ellos practicaban el canibalismo

### Llegada de los españoles
En 1540 cuando los conquistadores españoles liderados por Jorge Robledo llegaron a la zona, se le avisó al en ese entonces cacique supremo Maitamac, quien ocultó sus tesoros pero fueron derrotados. Luego de unas negociaciones se le perdona la vida a Matiamac y se convierte en un don, quien le pagaba tributo a la corona Española.

### Rebeliones
La primera rebelión Pipintac occurió en 1552 en lo que actualmente es Arma, Picara y Pozo,  liderados por el cacique Maitamac junto a su hijo Tonipe y otros caciques con el objetivo de formar una confederación echando a los españoles de sus tierras pero fueron nuevamente derrotados.
La segunda rebelión fue en 1557 en la cual los Pipintacs se aliaron con los Panches.

## Legado
En el teatro Itaré se cuenta una leyenda en la cual la hija del Cacique Sirigua se rehúsa a casarse con el hijo de Maitamac, en vez se enamora del conquistador español Hernán Rodríguez de Sousa quien fundó el municipio de Santa Bárbara.